# Quintanapalla
Quintanapalla est une commune d'Espagne dans la communauté autonome de Castille-et-León, province de Burgos. Elle s'étend sur 15,87 km2 et comptait environ 109 habitants en 2011.